# Лісовий Митрофан Трохимович
Митрофа́н Трохи́мович Лісови́й (нар. 1905 — пом. 1943) — радянський військовик часів Другої світової війни, командир 635-го стрілецького полку 143-ї стрілецької дивізії (60-та армія), майор. Герой Радянського Союзу (1944).

## Життєпис
Народився 23 листопада 1905 року в селі Рубіжному Вовчанського повіту Харківської губернії Російської імперії (нині — Вовчанського району Харківської області). в селянській родині. Українець. Здобув початкову освіту. Працював у сільському господарстві.
До лав РСЧА призваний у 1927 році. У 1928 році закінчив командні курси, у 1932 році — Київську об'єднану військову школу. Член ВКП(б) з 1937 року. Учасник радянсько-фінської війни.
На фронтах німецько-радянської війни з 22 червня 1941 року. Воював на Західному і Центральному фронтах.
У липні 1941 року на території Смоленської області заступник командира зі стройової частини 508-го стрілецького полку 174-ї стрілецької дивізії капітан М. Т. Лісовий потрапив у оточення. Після виходу з оточення командував 743-м стрілецьким полком 131-ї стрілецької дивізії. 6 серпня 1942 року був поранений.
Особливо командир 635-го стрілецького полку 143-ї стрілецької Конотопської дивізії майор М. Т. Лісовий відзначився під час проведення Чернігівсько-Прип'ятської наступальної операції. У вересневих боях 1943 року на Конотопському, Бахмацькому і Київському напрямках особовий склад полку під його командуванням виявив зразки героїзму, звитяги та мужності. 16-18 вересня під час боїв за селище міського типу Козелець (Чернігівська область), перетворений німцями в потужний вузол спротиву, майор М. Т. Лісовий виявив високу майстерність у керівництві військами.

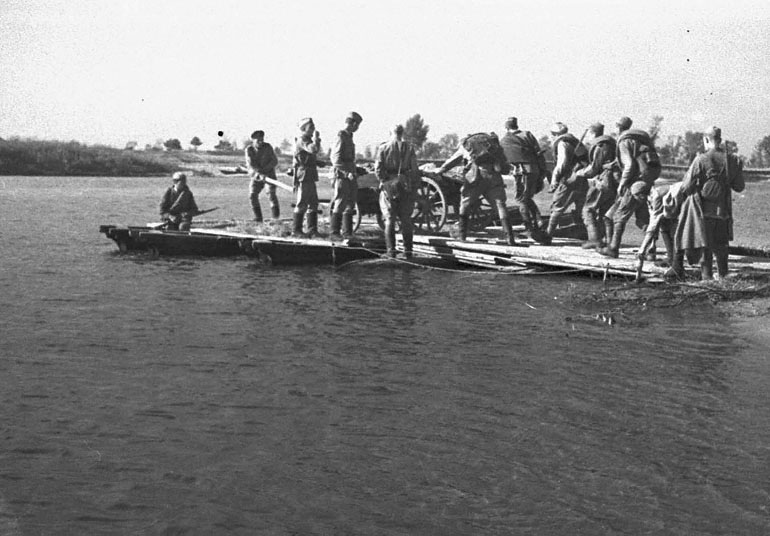
Форсування Дніпра під час Чернігівсько-Прип'ятської наступальної операції (1943).

18 вересня, у критичний момент бою, коли супротивник, переважаючими чисельно силами, при підтримці танків перейшов у контратаку і викликав замішання серед радянських військ, М. Т. Лісовий, який перебував у передових порядках, висунув на загрозливу ділянку протитанкові гармати і під його особистим керівництвом гарматним вогнем контратака була відбита. Вимотавши супротивника, 635-й стрілецький полк спільно з іншими полками дивізії атакував ворожий гарнізон і увірвався до Козельця. Під час бою було знищено 2 танки, 1 САУ й до батальйону піхоти. У подальшому підрозділи полку з ходу форсували річки Десну і Дніпро, захопили і розширили плацдарм на західному березі.
30 вересня 1943 року під час бою за село Страхолісся Іванківського району Київської області отримав смертельне поранення. Похований в місті Остер Козелецького району Чернігівської області.

## Нагороди
Указом Президії Верховної Ради СРСР від 3 червня 1944 року «за зразкове виконання бойових завдань командування на фронті боротьби з німецькими загарбниками та виявлені при цьому відвагу і героїзм», майорові Лісовому Митрофану Трохимовичу присвоєне звання Героя Радянського Союзу (посмертно).
Також нагороджений орденом Червоного Прапора (1939).

## Пам'ять
Ім'ям Митрофана Лісового названо вулиці в місті Конотопі (Сумська область) і місті Остер (Чернігівська область).